# 张伯玉
张伯玉（?—?），字公达，建州建安（今福建省建瓯市）人，北宋官员。
张伯玉豪放嗜酒。北宋天圣二年（1024年），中進士，守陈州司户参军。景祐元年（1034年），登书判拔萃科。康定、庆历间，在吴郡（今苏州）擔任从事。历官并州（治今山西太原）节度判官，知并州太谷县事。庆历四年（1044年），范仲淹以其敢言，荐于朝廷任职。嘉祐初年，召为侍御史。嘉祐三年，因忤宰相陈执中曰：“天下未治，未得真宰相故也。”，出知太平州（今安徽当涂县）。离京前，仁宗赐银钱五万。嘉祐八年（1063年）四月，以度支郎中知越州（今浙江绍兴）；治平元年（1064年），移知福州，夏天酷热难耐，遂令编户浚沟七尺，種植榕樹，後來呈现“绿荫满城，暑不张盖”的景象。官终检校司封郎中。熙宁初年卒。著有《蓬莱诗》二卷。